# كل الأشياء عادلة
كل الأشياء عادلة (بالسويدية: Lust och fägring stor) فيلم دراما وإثارة سويدي من تأليف واخراج بو ویدربرغ. الفيلم من بطولة ابن المخرج يوهان ویدربرغ بجانب ماريكا لاغركرانتس. تدور احداثه جنوب السويد اثناء الحرب العالمية الثانية. وهو اخر فيلم للمخرج بو ویدربرغ.